# Mobster
Mobster sind Personen, insbesondere in den USA, die im organisierten Verbrechen tätig und Angehörige der originär sizilianischen Cosa Nostra bzw. italoamerikanischen La Cosa Nostra oder der jüdisch-amerikanischen Kosher Nostra sind bzw. waren.

## Externe Definition
Diese externe Bezeichnung begründet sich daraus, dass La Cosa Nostra in den Vereinigten Staaten auch als „the Mob“ bezeichnet wird. Im weiteren Sinne werden dann auch Assoziierte, Handlanger und durch die Mafia korrumpierte Personen (Gewerkschafter, Politiker etc.) als Mobster bezeichnet, die jedoch nicht Mitglied sind.
So werden zum Beispiel die Mitglieder der jüdischen sogenannten „Kosher Nostra“ (z. B. Meyer Lansky) zwar als Mafiosi bezeichnet; Angehörige der Mafia im engeren Sinne waren sie jedoch nicht, sondern sie werden heute im Kern als häufig assoziierte, jedoch eigenständige Gruppe angesehen. Der korrupte Gewerkschafter Jimmy Hoffa kann ebenfalls als ein Mobster bezeichnet werden; aber auch er war nicht Mitglied einer „Familie“ oder eines Clans der Cosa Nostra – trotz der tiefen und umfangreichen Verstrickung der gesamten Transportarbeitergewerkschaft der Teamsters zu seiner Zeit.
Der im Deutschen auch oft mit organisierter Kriminalität assoziierte Begriff Gangster (von engl. gang = Bande) bezeichnet im Englischen dagegen ein Mitglied jeglicher Art von krimineller Bande und ist daher nicht mit Mobster gleichzusetzen.

## Interne Bezeichnungen

Hierarchische Struktur eines sizilianischen Mafia-Clans

Im internen Gebrauch der beteiligten Personen und Gruppen ist die Verwendung von Begriffen wie Mafia, Mobster etc. unüblich. In der US-amerikanischen Cosa Nostra werden Vollmitglieder (full members) als made man/guy („gemachter Mann/Bursche“), man of honor („Ehrenmann“) oder als goodfella (sinngemäß „Vertrauensperson“) bezeichnet.
Außerdem findet die klassische Bezeichnung soldier („Soldat“) Verwendung, die sich direkt vom italienischen soldato (Plural soldati) ableitet, einem Begriff, den die originäre sizilianische Cosa Nostra benutzt. Die US-amerikanischen Begriffe hatten auch Rückwirkungen auf die ursprünglichen Bezeichnungen: Nach dem Zweiten Weltkrieg wurde es auch auf Sizilien üblich, das Oberhaupt ebenfalls mit „Boss“ zu betiteln.
Gelegentlich werden auch weitere Umschreibungen für Vollmitglieder wie one of us („einer von uns“) oder a friend of ours („ein Freund von uns“) verwendet. Sie können als Underboss, Caporegime oder Consigliere Führungspositionen einnehmen.
Mobster im erweiterten Umkreis der Assoziierten (associates) werden intern als wiseguys („Besserwisser“) bezeichnet.